# Ferrari BR20
La Ferrari BR20 est une voiture de sport du constructeur automobile italien Ferrari produite en un exemplaire unique en 2021 par le département spécial « One-Off » de la marque.

## Présentation
La Ferrari BR20 est dévoilée le 11 novembre 2021.

### Design
Le nouveau projet spécial de Maranello s'inspire des Ferrari 410 Superamerica et 500 Superfast.
À l'intérieur, le coupé reprend la planche de bord de la GTC4Lusso.

## Caractéristiques techniques
La BR20 est basée sur le chassis du break de chasse GTC4Lusso.